# Sunchild productions
Sunchild productions est une société de production cinématographique créée par le producteur Stéphane Tchalgadjieff. 
Société en activité de 1971 à 1981.
La société (siren 6920411989) a été radiée le 28 septembre 1989.

## Filmographie
- 1971 : Out 1, noli me tangere de Jacques Rivette
- 1972 : Le Grand départ de Martial Raysse
- 1972 : L'Italien des roses de Charles Matton
- 1973 : La Sainte famille de Pierre Koralnik
- 1974 : La Femme du Gange de Marguerite Duras
- 1975 : India Song de Marguerite Duras
- 1975 : Une partie de plaisir de Claude Chabrol
- 1975 : L'Assassin musicien de Benoît Jacquot
- 1976 : Noroît de Jacques Rivette
- 1976 : Duelle de Jacques Rivette
- 1976 : Fortini/Cani de Danièle Huillet et Jean-Marie Straub
- 1976 : Barocco d'André Téchiné
- 1977 : Baxter, Vera Baxter de Marguerite Duras
- 1977 : Aida de Pierre Jourdan
- 1977 : Le Diable probablement de Robert Bresson
- 1979 : Fidelio de Pierre Jourdan
- 1979 : Le Maître-nageur de Jean-Louis Trintignant
- 1980 : Une femme au bout de la nuit de Daniel Daërt
- 1980 : Le Soleil en face de Pierre Kast
- 1980 : Deux lions au soleil de Claude Faraldo
- 1981 : Merry-Go-Round de Jacques Rivette